# 3407 Jimmysimms
3407 Jimmysimms este un asteroid din centura principală, descoperit pe 28 februarie 1973 de Luboš Kohoutek.